# Pannonhalmi-dombság
Pannonhalmi-dombság este o arie protejată (arie specială de conservare — SAC, sit de importanță comunitară — SCI) din Ungaria întinsă pe o suprafață de 7.676,23 ha, integral pe uscat.

## Localizare
Centrul sitului Pannonhalmi-dombság este situat la coordonatele 47°31′16″N 17°40′23″E / 47.5211°N 17.6731°E.

## Înființare
Situl Pannonhalmi-dombság a fost declarat sit de importanță comunitară în mai 2004 pentru a proteja 2 specii de plante și 8 specii de animale. Situl a fost protejat și ca arie specială de conservare în februarie 2010.

## Biodiversitate
Situată în ecoregiunea panonică, aria protejată conține 8 habitate naturale: Păduri panonice-balcanice de stejar turcesc - stejar sesil, Pajiști uscate seminaturale și facies de acoperire cu tufișuri pe substraturi calcaroase (Festuco-Brometalia) (* situri importante pentru orhidee), Stepe panonice nisipoase, Păduri panonice cu Quercus petraea și Carpinus betulus, Pajiști stepice panonice pe loess, Fânețe de joasă altitudine (Alopecurus pratensis, Sanguisorba officinalis), Formațiuni de Juniperus communis pe lande sau pajiști calcaroase, Păduri aluvionare cu Alnus glutinosa și Fraxinus excelsior (Alno-Padion, Alnion incanae, Salicion albae).
La baza desemnării sitului se află mai multe specii protejate:
- plante (2): Iris humilis subsp. arenaria, sisinei (Pulsatilla grandis)
- mamifere (2): liliac cârn (Barbastella barbastellus), liliac cu urechi mari (Myotis bechsteinii)
- nevertebrate (6): croitorul mare al stejarului (Cerambyx cerdo), Cucujus cinnaberinus, fluturele de noapte (Eriogaster catax), Limoniscus violaceus, rădașcă (Lucanus cervus), Rosalia alpina

Pe lângă speciile protejate, pe teritoriul sitului au mai fost identificate 6 specii de plante, 5 specii de amfibieni, 3 specii de reptile.